# فرانك دتون فروست
فرانك دتون فروست (بالإنجليزية: F.D. Frost)‏ هو عسكري جنوب أفريقي، ولد في 17 يناير 1882، وتوفي في 3 ديسمبر 1968.